# Beatrice Hicks
Beatrice Alice Hicks (* 2. Januar 1919 in Orange, New Jersey; † 21. Oktober 1979 in Princeton, New Jersey) war eine US-amerikanische Ingenieurin. Sie war die erste weibliche Ingenieurin, die von Western Electric angestellt wurde, und später Mitbegründerin sowie erste Präsidentin der Society of Women Engineers.

## Karriere
Beatrice Hicks studierte Chemical Engineering am New Jersey Institute of Technology. Nach ihrem Bachelorabschluss im Jahr 1939 blieb sie dort drei Jahre als Forschungsassistentin.
Mit dem Beginn des Zweiten Weltkriegs wurden mehr Frauen in Berufen benötigt, die davor fast ausschließlich von Männern ausgeübt wurden, was Beatrice Hicks und ihren Kolleginnen neuen Möglichkeiten eröffnete. 1942 wurde Beatrice Hicks die erste weibliche Ingenieurin bei Western Electric, einer Tochtergesellschaft von Bell Laboratories (ältere Bezeichnung: Bell Telephone). 1949 machte sie am Stevens Institute of Technology einen Masterabschluss in Physik.
2017 wurde sie in die National Inventors Hall of Fame aufgenommen.

## Nachweise
1. 1 2 3  Beatrice Alice Hicks. In: IEEE Global History Network. Institute of Electrical and Electronics Engineers, abgerufen am 4. März 2017.

| Personendaten    | Personendaten                              |
| ---------------- | ------------------------------------------ |
| NAME             | Hicks, Beatrice                            |
| ALTERNATIVNAMEN  | Hicks, Beatrice Alice (vollständiger Name) |
| KURZBESCHREIBUNG | US-amerikanische Ingenieurin               |
| GEBURTSDATUM     | 2. Januar 1919                             |
| GEBURTSORT       | Orange, New Jersey, Vereinigte Staaten     |
| STERBEDATUM      | 21. Oktober 1979                           |
| STERBEORT        | Princeton, New Jersey, Vereinigte Staaten  |